# BMW M4
是BMW下属赛车运动部门BMW M公司基于4系列车型所开发的一款高性能运动轿车，它是BMW有史以来速度最快的M系列量产车之一，0-100公里加速仅需4秒。作为BMW将3系列的轿跑车及敞篷车拆分并重编为4系列的一部分（以进一步区分3系轿车），M4替代了M3的双门轿跑车和敞篷车型，同时也包括高级轿跑车。通过标准4系列升级后的M4搭载有一台改良了操控、悬挂的大马力和响应灵敏的双涡轮增压发动机，以及刹车系统、强化的空气动力学车身，并在外观/内饰上强调三色的“M”（代表Motorsport，即赛车运动）徽章，同时车辆的整体重量相较于标准的4系列显著降低，还有比起前身车型更硬朗的底盘调校，并有大量使用的碳纤维，尤其是在车顶。

## 第一代：F82/F83；2014

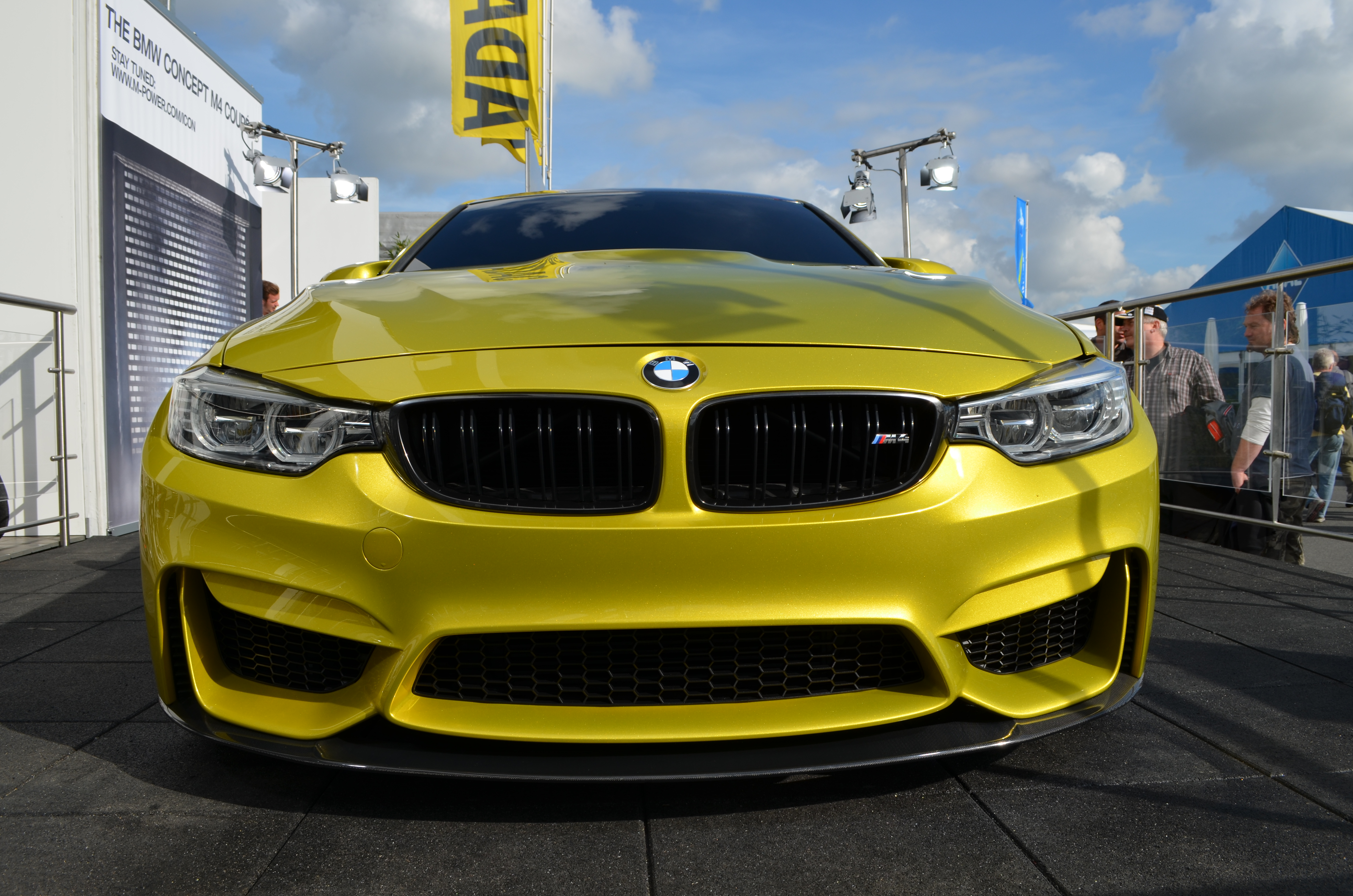
M4前端的大进气口

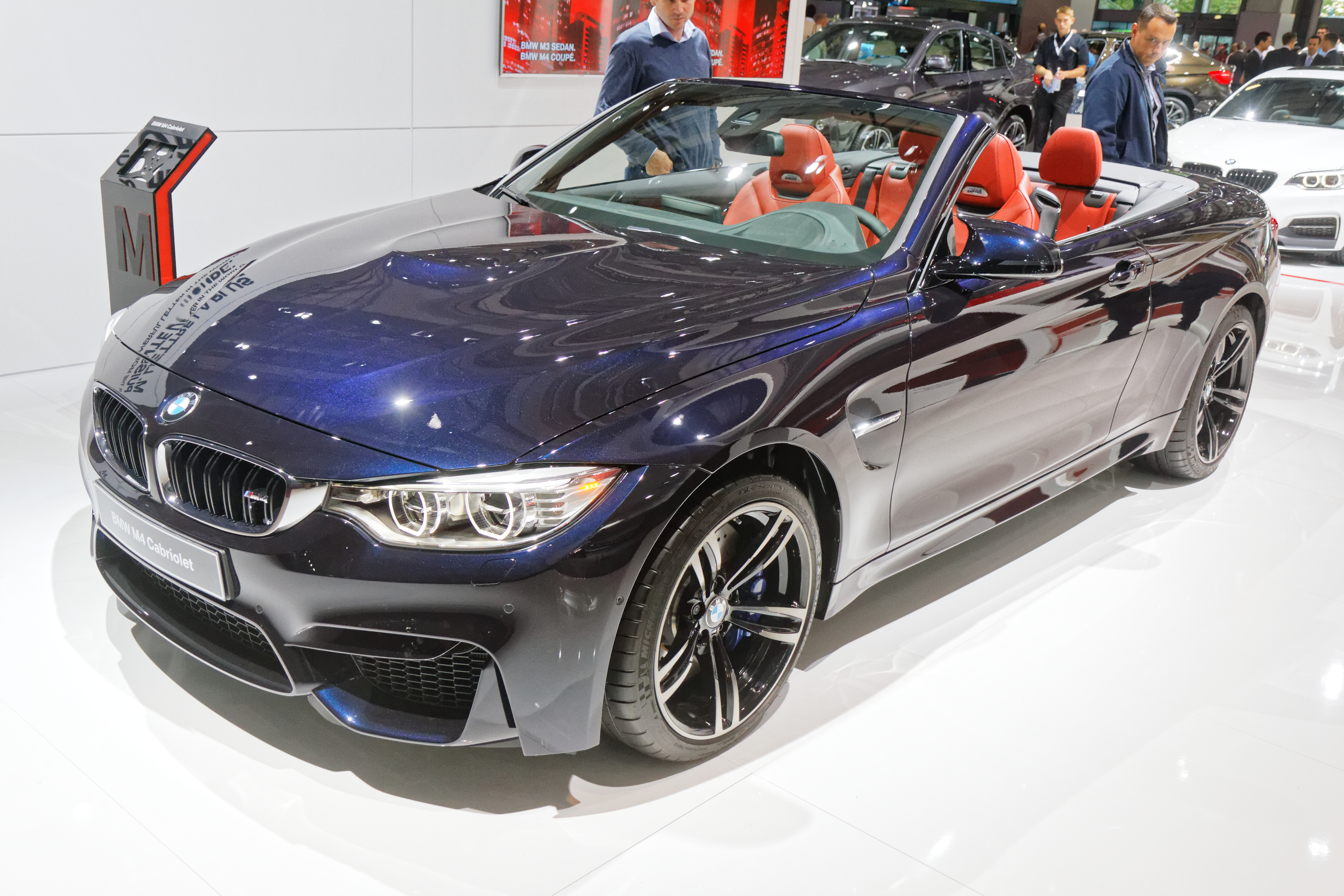
M4敞蓬版

BMW于2013年8月16日正式提出关于M4的概念。然而，这款概念车并没有透露出任何内部及技术细节。至2013年9月25日，BMW发布了搭载有经过M式调校的S55B30发动机的M4技术参数，尽管这是一款3.0升的直列发动机，但BMW声称这与出现在其它35i车型中的N55发动机是完全不同，这款发动机是专为新的M4/M3而造，排量为3.0升和红线为每分钟7500转。其转数限制为7600转，使用两台单卷轴涡轮增压器，增压峰值为18.1磅/平方英寸。额定功率为425马力（317千瓦），而扭矩为550牛顿米（406
磅/英尺）。6速自动变速箱的M4重量为1497千克（3300磅），而搭载7速双离合器变速器（M-DCT）的版本则会多较重约40千克。6速自动及7速双离合器均为可选。其中后者从0-100公里的加速性能为3.9秒，6速手动变速箱则为4.1秒。
碳纤维增强复合材料被广泛应用于M4，包括驱动轴、车顶、顶梁、车尾箱和前支架。而电子伺服式助力转向系统也被首次应用M系列，它将根据M3或M4的具体要求进行调整。采用轻量化锻造合金材质的19英寸（480毫米）轮毂也成为标准配置。M合成刹车系统（蓝色）将成为标准配置，而M碳陶瓷刹车系统（金色）则可作为选装。M4还配备有动态声效，使得发动机的排气声浪可以通过扬声器被引导至客舱。BMW声称这项技术的使用是由于舱内隔绝路噪/风噪的效果良好，但是仍希望为驾驶者提供M动力发动机的动感声效。它将不会有任何人工音响或预选录制的音轨。总体而言，M4有70%的组件均独立于F32的4系。

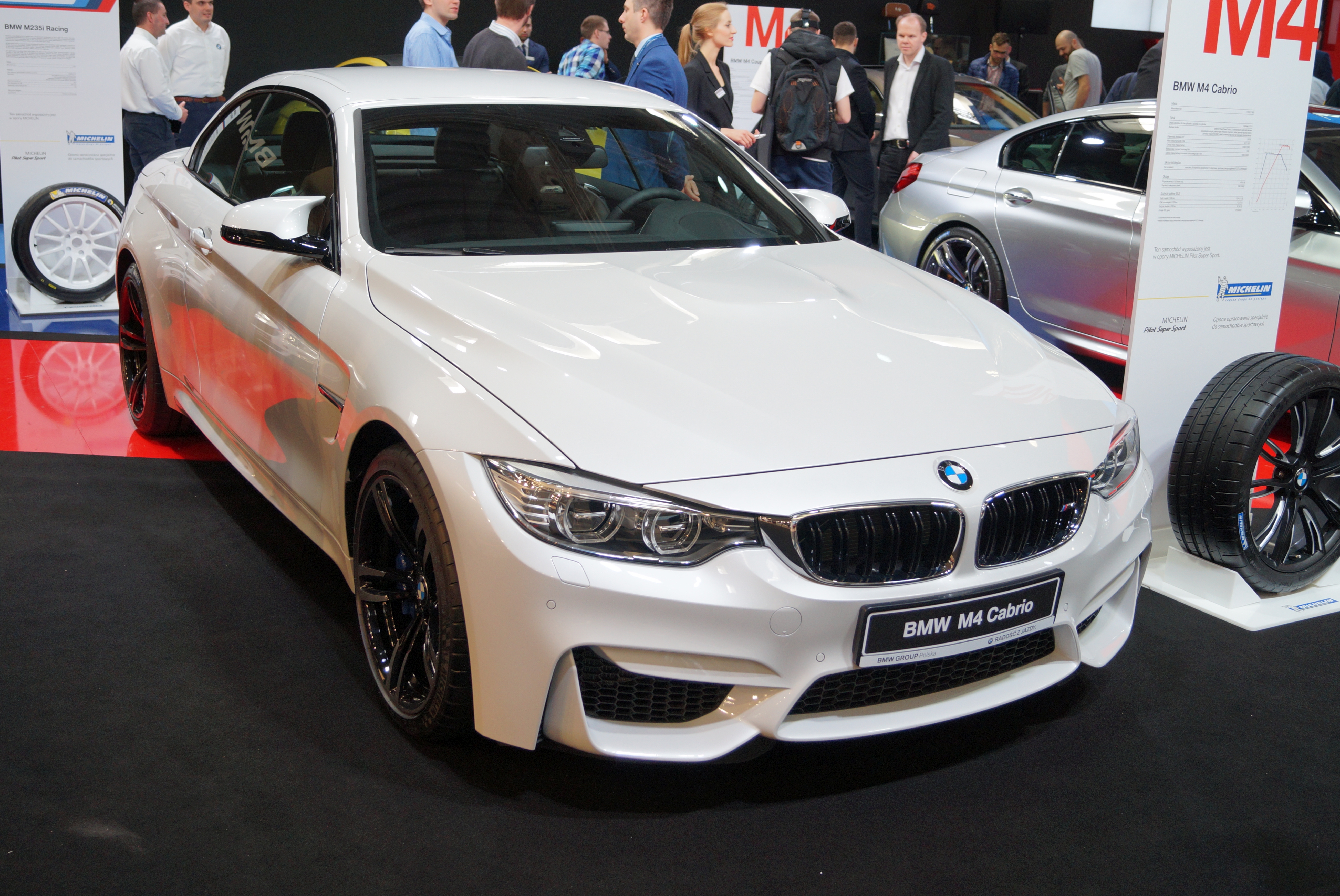
M4敞篷车（F83）

M4的敞篷车版本（F83）的重量则为1839千克（4055磅），较其前身车型减轻了约41千克（90磅）。其三段式可折叠硬顶可在20秒内完成升降。

### 詳細規格
|                                               | M4轿跑车                                             | M4敞篷车                                             |
| 生产周期                                      | 自2014年4月                                          | 自2014年10月                                         |
| 发动机                                        | 汽油发动机                                           | 汽油发动机                                           |
| 发动机类别                                    | 直列六缸双涡轮增压发动机 带燃油直喷及Valvetronic气门 | 直列六缸双涡轮增压发动机 带燃油直喷及Valvetronic气门 |
| 发动机型号                                    | S55B30                                               | S55B30                                               |
| 汽缸容积                                      | 2979 cm³                                             | 2979 cm³                                             |
| 最大功率                                      | 317 kW (431 PS) / 5500–7300/min                      | 317 kW (431 PS) / 5500–7300/min                      |
| 最大扭矩                                      | 550 Nm / 1850–5500/min                               | 550 Nm / 1850–5500/min                               |
| 标配变速箱                                    | 6速手排                                              | 6速手排                                              |
| 选配变速箱                                    | 7速双离合器变速箱                                    | 7速双离合器变速箱                                    |
| 驱动方式                                      | 后轮驱动                                             | 后轮驱动                                             |
| 百公里加速                                    | 4.3 [4.1]                                            | 4.6 [4.4]                                            |
| 最高车速                                      | 250 280（带M驾驶套件）                               | 250 280（带M驾驶套件）                               |
| 油耗 （根据ECE的循环行驶， 结合至升/100公里） | 8.8 [8.3]                                            | 9.1 [8.7]                                            |
| 碳排量， 结合至克/公里                        | 204 [194]                                            | 213 [203]                                            |
| 排放等级                                      | Euro 6                                               | Euro 6                                               |
| 能效等级                                      | F [E]                                                | F [E]                                                |

M4轿跑车技术参数

M4敞篷车技术参数
- [ ]内数值适用于双离合器变速箱。

1. ↑  双涡轮单涡管增压机（“Echter Bi-Turbo”）
2. 1 2  取决于所选轮胎

### GTS（2016-2017改）

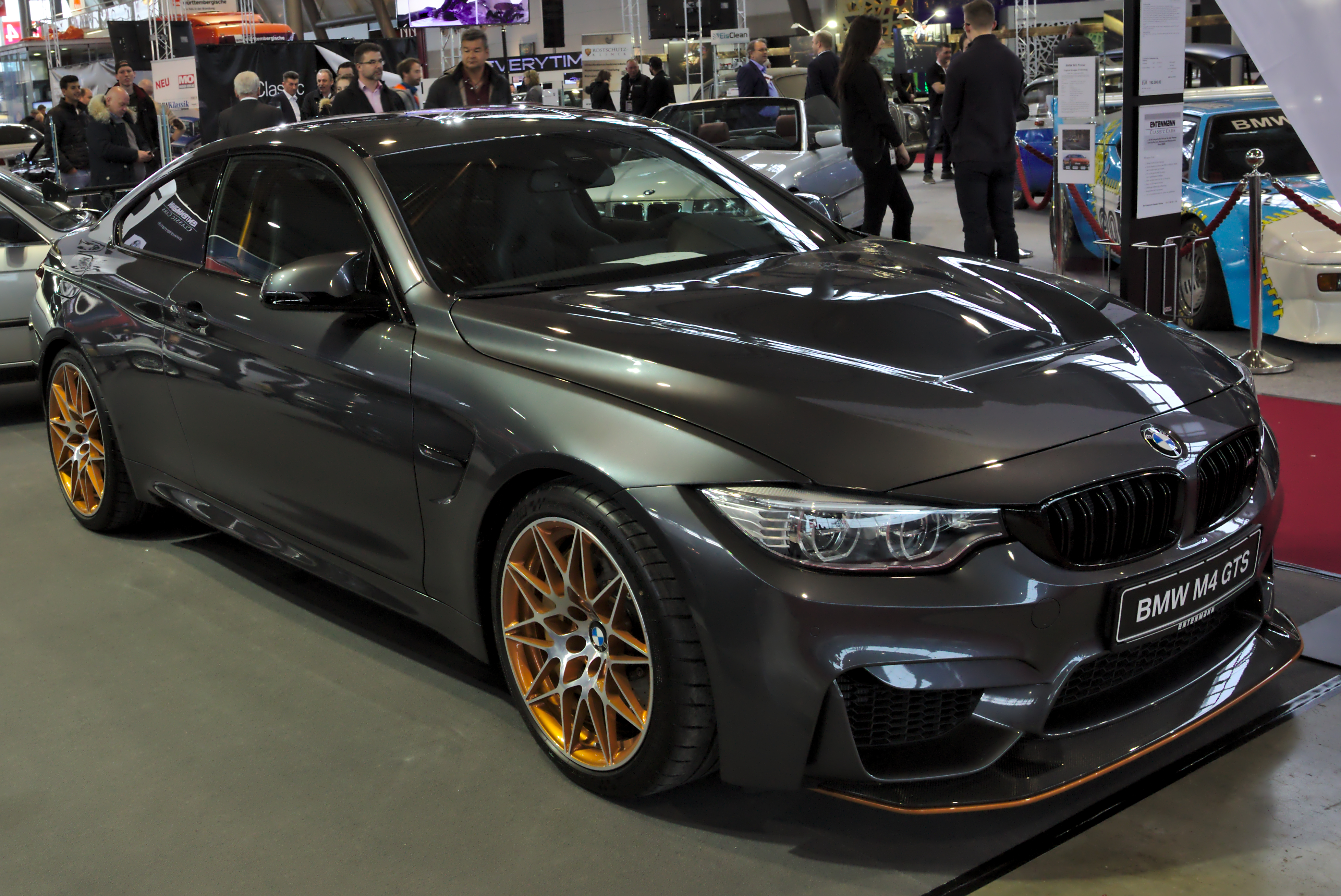
M4 GTS

宝马于2015年8月在圆石滩车展介绍了M4 GTS概念车。GTS是M4标准轿跑车的赛道競技版，并将限量700台。同样的，此车也是搭载了原本的3.0升双涡轮I6引擎，但马力提升到了500 PS（368千瓦；493匹马力），这大部分是归功于其将近20年第一次使用在量产汽车的水噴射式冷卻系統。除了马力提升之外，双离合器GTS与原版M4的不同之处还有车重比原版轻27公斤（60磅），即1,510公斤（3,330磅）。在0到每小时100公里加速提升到只需3.8秒，而极速达到了每小时305公里（190英里）。根据BMW的说法，GTS以7分钟28秒完成纽博格林賽道单圈，这比原版快了24秒，比M3快了20秒，完成时间相同于保时捷Carrera GT。
本款在次年便售清，寶馬將以另一款稍慢的M4 CS代替。

## 第二代：G82/G83；2021
第二代的M4，代號為G82，總體上採用普通4系列（G22）的設計，亦大致源自BMW Concept 4概念車。此車最具關注的是其大鼻孔水箱護罩，不少網友和車媒都覺得難以接受。

### CSL

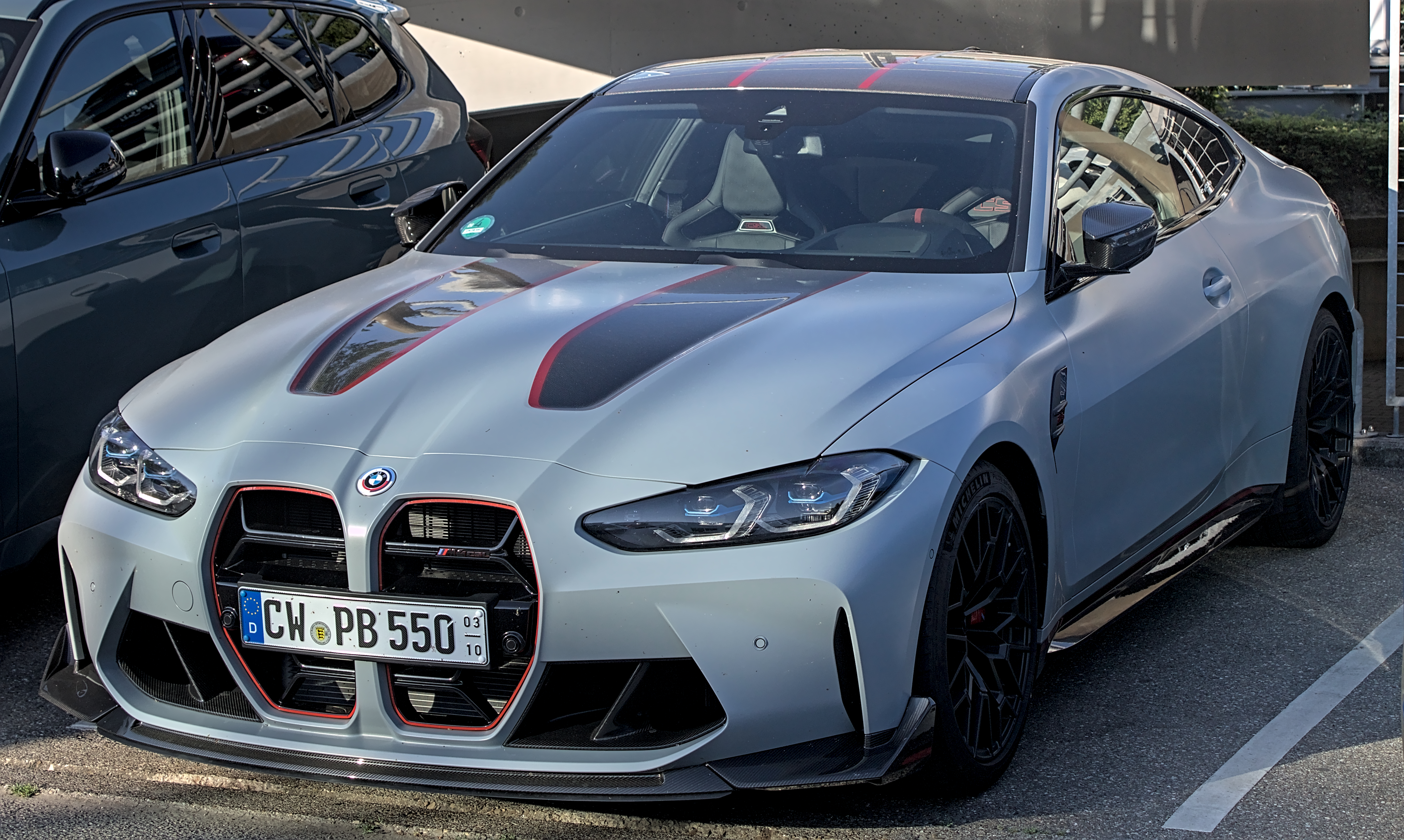
M4CSL

## 赛车运动

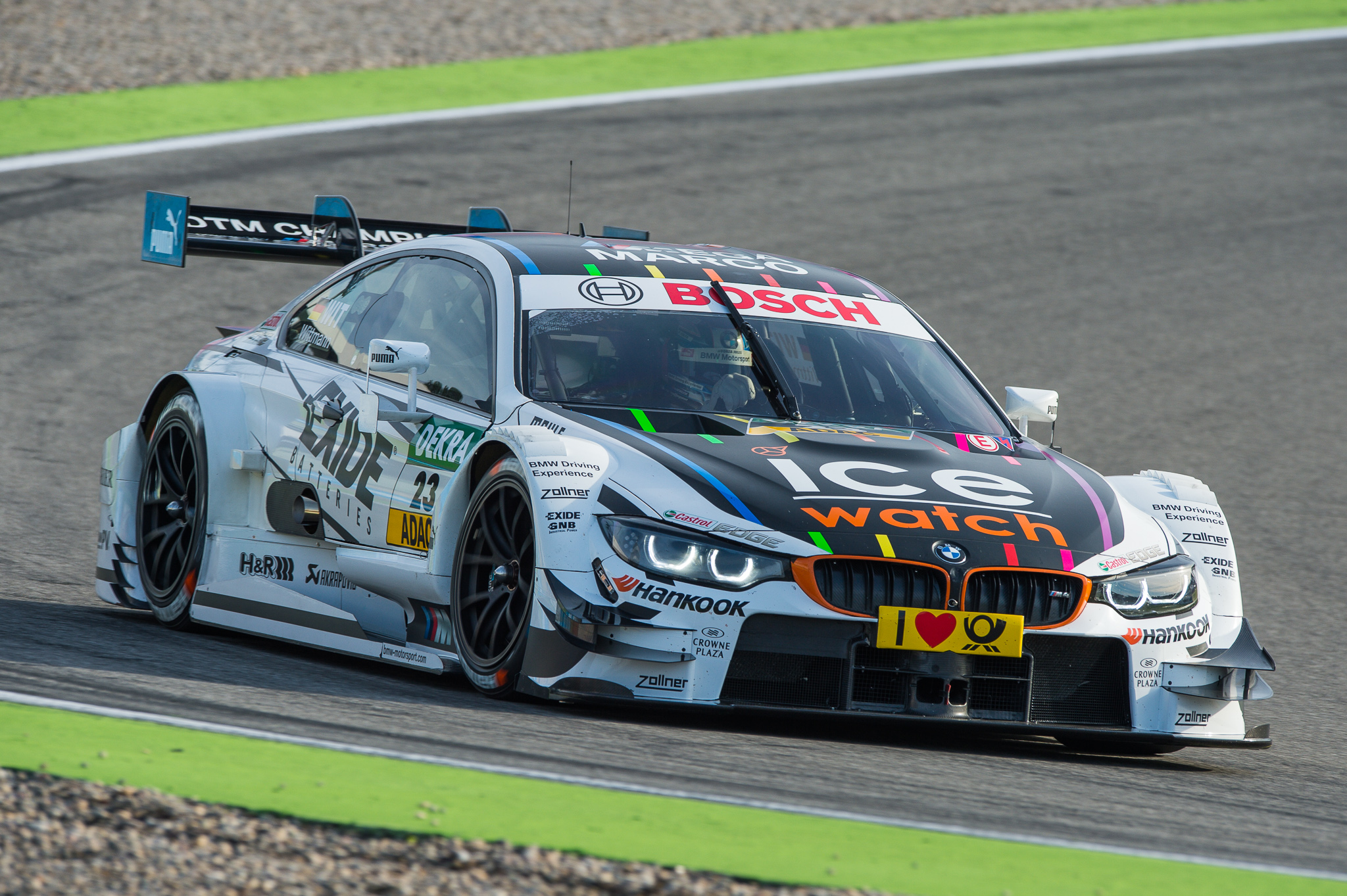
夺得2014年德国房车大师赛总冠军的改装M4赛车

共有四支车队使用M4参加了2014年德国房车大师赛，其中RMG车队的马尔科·魏特曼夺得年度总冠军，并赢下了其中的4个分站赛头名。